# Папуга гильвінський
Папуга гильвінський (Psittaculirostris salvadorii) — вид папугоподібних птахів родини Psittaculidae. Ендемік Індонезії. Вид названий на честь італійського орнітолога Томмазо Сальвадорі.

## Опис

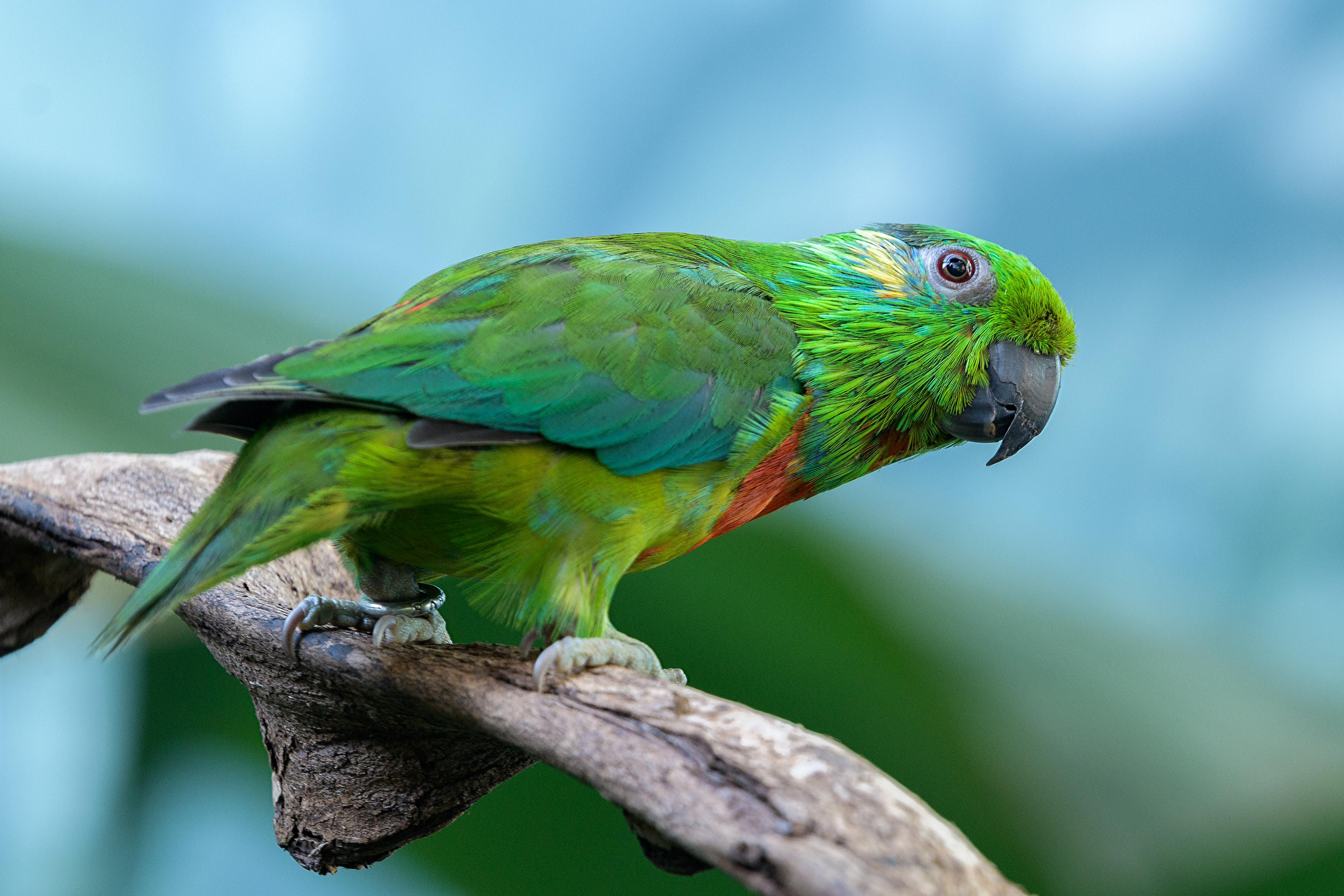
Гильвінський папуга

Довжина птаха становить 19 см, вага 118 г. Забарвлення переважно зелене, місцями з блакитнувато-бірюзовим відтінком. Горло, щоки і скроні у самців жовті, у самиць зеленувато-жовті. За очима блакитні плями. Пір'я на щоках і скронях вузьке і видовжене, схоже на бороду. У самців на грудях червоний "комірець", у самиць воло блакитнувато-зелене. Очі червонувато-карі, навколо очей вузькі сірі кільця. Лапи світло-сірі, дзьоб чорний.

## Поширення і екологія
Гильвінські папуги є ендеміками індонезійської провінції Папуа. Вони мешкають на півночі Нової Гвінеї, від східного узбережжя затоки Чендравасіх до затоки Йос-Сударсо і гір Циклопів. Вони живуть в кронах рівнинних гірських тропічних лісів, в заболочених лісах і на узліссях. Зустрічаються на висоті до 400 м над рівнем моря.

## Поведінка
Гильвінські папуги зустрічаються поодинці, парами або невеликими зграйками. Живляться плодами фікусів та іншими фруктами, а також нектаром, квітами, іноді комахами та їх личинками. В кладці 2 яйця. Інкубаційний період в неволі триває 25 днів. пташенята покидають гніздо через 8 тижнів після вилуплення. 

## Збереження
З 2013 року МСОП вважає цей вид таким, що не потребує особливих заходів зі збереження. Раніше його вважали вразливим, однак виявилося, що популяція виду є більшою, ніж вважали ранішн. За оцінками дослідників, популяція гильвінських папуг становить від 30 до 75 тисяч птахів. Раніше їм загрожував вилов з метою продажу на пташиних ринках.